# Rosario Fernández
Rosario Fernández Figueroa (née le 9 novembre 1955 à Lima, Pérou), est une femme d'État péruvienne. 

## Biographie
Ministre de la Justice entre 2007 et 2009 puis à partir de septembre 2010, elle est nommée par le président Alan García présidente du Conseil des ministres le 19 mars 2011 et succède à José Antonio Chang. Elle conserve ses deux postes ministériels jusqu'au 28 juillet suivant, date de l'entrée en fonction du nouveau chef de l'État Ollanta Humala.
Après Beatriz Merino en 2003, elle est la deuxième femme à diriger le gouvernement péruvien.
Rosario Fernández est diplômée de l'université pontificale catholique du Pérou.